# Belgiens Grand Prix 2023
Belgiens Grand Prix 2023, officiellt Formula 1 MSC Cruises Belgian Grand Prix 2023, var ett Formel 1-lopp som kördes den 30 juli 2023 på Circuit de Spa-Francorchamps i Spa i Belgien. Loppet var det trettonde loppet ingående i Formel 1-säsongen 2023 och kördes över 44 varv.

## Bakgrund

### Ställning i mästerskapet före loppet
| Pos.  | Förare          | Poäng |
| ----- | --------------- | ----- |
| 1 ▬   | Max Verstappen  | 281   |
| 2 ▬   | Sergio Pérez    | 171   |
| 3 ▬   | Fernando Alonso | 139   |
| 4 ▬   | Lewis Hamilton  | 133   |
| 5 ▲ 1 | George Russell  | 90    |

| Pos. | Konstruktör           | Poäng |
| ---- | --------------------- | ----- |
| 1 ▬  | Red Bull              | 452   |
| 2 ▬  | Mercedes              | 223   |
| 3 ▬  | Aston Martin-Mercedes | 184   |
| 4 ▬  | Ferrari               | 167   |
| 5 ▬  | McLaren-Mercedes      | 87    |

- Notering: Endast de fem bästa placeringarna i vardera mästerskap finns med på listorna.

### Deltagare
Förarna och temen var desamma som säsongens anmälningslista utan ytterligare förare för tävlingen.

### Däckval
Däckleverantören Pirelli tog med sig däckblandningarna C2, C3 och C4 (betecknade hårda, medium respektive mjuka) för stallen att använda under tävlingshelgen.

## Träningspasset
Ett träningspass ägde rum under fredagen som varade under en timme.

## Kvalet
Kvalet ägde rum klockan 17:00 lokal tid (UTC +02:00) den 28 juli 2023 och varade i en timme.
| Pos.                    | Nr. | Förare           | Konstruktör                | Kvaltider | Kvaltider | Kvaltider | Start- grid |
| Pos.                    | Nr. | Förare           | Konstruktör                | Q1        | Q2        | Q3        | Start- grid |
| ----------------------- | --- | ---------------- | -------------------------- | --------- | --------- | --------- | ----------- |
| 1                       | 1   | Max Verstappen   | Red Bull Racing-Honda RBPT | 1:58.515  | 1:52.784  | 1:46.168  | 6           |
| 2                       | 16  | Charles Leclerc  | Ferrari                    | 1:58.300  | 1:52.017  | 1:46.988  | 1           |
| 3                       | 11  | Sergio Peréz     | Red Bull Racing-Honda RBPT | 1:58.899  | 1:52.353  | 1:47.045  | 2           |
| 4                       | 44  | Lewis Hamilton   | Mercedes                   | 1:58.563  | 1:52.345  | 1:47.087  | 3           |
| 5                       | 55  | Carlos Sainz Jr. | Ferrari                    | 1:58.688  | 1:51.711  | 1:47.152  | 4           |
| 6                       | 81  | Oscar Piastri    | McLaren-Mercedes           | 1:58.872  | 1:51.534  | 1:47.365  | 5           |
| 7                       | 4   | Lando Norris     | McLaren-Mercedes           | 1:59.981  | 1:52.252  | 1:47.669  | 7           |
| 8                       | 63  | George Russell   | Mercedes                   | 1:59.035  | 1:52.605  | 1:47.805  | 8           |
| 9                       | 14  | Fernando Alonso  | Aston Martin-Mercedes      | 1:58.834  | 1:52.751  | 1:47.843  | 9           |
| 10                      | 18  | Lance Stroll     | Aston Martin-Mercedes      | 1:59.663  | 1:52.193  | 1:48.841  | 10          |
| 11                      | 22  | Yuki Tsunoda     | AlphaTauri-Honda RBPT      | 1:59.044  | 1:53.148  | N/A       | 11          |
| 12                      | 10  | Pierre Gasly     | Alpine-Renault             | 1:59.511  | 1:53.671  | N/A       | 12          |
| 13                      | 20  | Kevin Magnussen  | Haas-Ferrari               | 2:00.020  | 1:54.160  | N/A       | 16          |
| 14                      | 77  | Valtteri Bottas  | Alfa Romeo-Ferrari         | 1:59.484  | 1:54.694  | N/A       | 13          |
| 15                      | 31  | Esteban Ocon     | Alpine-Renault             | 1:59.634  | 1:56.372  | N/A       | 14          |
| 16                      | 23  | Alexander Albon  | Williams-Mercedes          | 2:00.314  | N/A       | N/A       | 15          |
| 17                      | 24  | Zhou Guanyu      | Alfa Romeo-Ferrari         | 2:00.832  | N/A       | N/A       | 17          |
| 18                      | 2   | Logan Sargeant   | Williams-Mercedes          | 2:01.535  | N/A       | N/A       | 18          |
| 19                      | 3   | Daniel Ricciardo | AlphaTauri-Honda RBPT      | 2:02.159  | N/A       | N/A       | 19          |
| 20                      | 27  | Nico Hülkenberg  | Haas-Ferrari               | 2:03.166  | N/A       | N/A       | PL          |
| 107 %-gränsen: 2:06.581 |     |                  |                            |           |           |           |             |
| Källor:                 |     |                  |                            |           |           |           |             |

## Sprint shootout
Sprint shootout var planerat att börja klockan 12:00 lokal tid (UTC+02:00) den 29 juli 2023 men blev framskjutet 35 minuter på grund av regn.
| Pos.                    | Nr. | Förare           | Konstruktör                | Kvaltider | Kvaltider | Kvaltider | Sprint- grid |
| Pos.                    | Nr. | Förare           | Konstruktör                | SQ1       | SQ2       | SQ3       | Sprint- grid |
| ----------------------- | --- | ---------------- | -------------------------- | --------- | --------- | --------- | ------------ |
| 1                       | 1   | Max Verstappen   | Red Bull Racing-Honda RBPT | 1:58.135  | 1:55.200  | 1:49.056  | 1            |
| 2                       | 81  | Oscar Piastri    | McLaren-Mercedes           | 2:00.056  | 1:56.392  | 1:49.067  | 2            |
| 3                       | 55  | Carlos Sainz Jr. | Ferrari                    | 1:59.414  | 1:56.557  | 1:49.081  | 3            |
| 4                       | 16  | Charles Leclerc  | Ferrari                    | 1:59.575  | 1:56.265  | 1:49.251  | 4            |
| 5                       | 4   | Lando Norris     | McLaren-Mercedes           | 2:00.436  | 1:56.828  | 1:49.389  | 5            |
| 6                       | 10  | Pierre Gasly     | Alpine-Renault             | 2:00.032  | 1:56.137  | 1:49.700  | 6            |
| 7                       | 44  | Lewis Hamilton   | Mercedes                   | 1:58.939  | 1:55.823  | 1:49.900  | 7            |
| 8                       | 11  | Sergio Peréz     | Red Bull Racing-Honda RBPT | 1:59.362  | 1:55.878  | 1:49.961  | 8            |
| 9                       | 31  | Esteban Ocon     | Alpine-Renault             | 1:59.884  | 1:57.051  | 1:50.494  | 9            |
| 10                      | 63  | George Russell   | Mercedes                   | 2:00.475  | 1:57.393  | 1:55.742  | 10           |
| 11                      | 3   | Daniel Ricciardo | AlphaTauri-Honda RBPT      | 2:00.177  | 1:57.687  | N/A       | 11           |
| 12                      | 23  | Alexander Albon  | Williams-Mercedes          | 1:59.198  | Ingen tid | N/A       | 12           |
| 13                      | 2   | Logan Sargeant   | Williams-Mercedes          | 2:00.031  | Ingen tid | N/A       | 13           |
| 14                      | 18  | Lance Stroll     | Aston Martin-Mercedes      | 2:00.460  | Ingen tid | N/A       | 14           |
| 15                      | 14  | Fernando Alonso  | Aston Martin-Mercedes      | 1:59.038  | Ingen tid | N/A       | 15           |
| 16                      | 22  | Yuki Tsunoda     | AlphaTauri-Honda RBPT      | 2:00.568  | N/A       | N/A       | 16           |
| 17                      | 77  | Valtteri Bottas  | Alfa Romeo-Ferrari         | 2:00.951  | N/A       | N/A       | 17           |
| 18                      | 20  | Kevin Magnussen  | Haas-Ferrari               | 2:01.079  | N/A       | N/A       | 18           |
| 19                      | 24  | Zhou Guanyu      | Alfa Romeo-Ferrari         | 2:01.430  | N/A       | N/A       | 19           |
| 107 %-gränsen: 2:06.404 |     |                  |                            |           |           |           |              |
| –                       | 27  | Nico Hülkenberg  | Haas-Ferrari               | Ingen tid | N/A       | N/A       | 20           |
| Källor:                 |     |                  |                            |           |           |           |              |

## Sprint
Sprinten kördes klockan 17:00 lokal tid (UTC+02:00) lördagen den 29 juli 2023.
| Pos.                                                                 | No. | Förare           | Konstruktör                | Varv | Tid/Bröt        | Grid | Poäng |
| -------------------------------------------------------------------- | --- | ---------------- | -------------------------- | ---- | --------------- | ---- | ----- |
| 1                                                                    | 1   | Max Verstappen   | Red Bull Racing-Honda RBPT | 11   | 24:58.433       | 1    | 8     |
| 2                                                                    | 81  | Oscar Piastri    | McLaren-Mercedes           | 11   | +6.677          | 2    | 7     |
| 3                                                                    | 10  | Pierre Gasly     | Alpine-Renault             | 11   | +10.733         | 6    | 6     |
| 4                                                                    | 55  | Carlos Sainz Jr. | Ferrari                    | 11   | +12.648         | 3    | 5     |
| 5                                                                    | 16  | Charles Leclerc  | Ferrari                    | 11   | +15.016         | 4    | 4     |
| 6                                                                    | 4   | Lando Norris     | McLaren-Mercedes           | 11   | +16.052         | 5    | 3     |
| 7                                                                    | 44  | Lewis Hamilton   | Mercedes                   | 11   | +16.757         | 7    | 2     |
| 8                                                                    | 63  | George Russell   | Mercedes                   | 11   | +16.822         | 10   | 1     |
| 9                                                                    | 31  | Esteban Ocon     | Alpine-Renault             | 11   | +22.410         | 9    |       |
| 10                                                                   | 3   | Daniel Ricciardo | AlphaTauri-Honda RBPT      | 11   | +22.806         | 11   |       |
| 11                                                                   | 18  | Lance Stroll     | Aston Martin-Mercedes      | 11   | +25.007         | 14   |       |
| 12                                                                   | 23  | Alexander Albon  | Williams-Mercedes          | 11   | +26.303         | 12   |       |
| 13                                                                   | 77  | Valtteri Bottas  | Alfa Romeo-Ferrari         | 11   | +27.006         | 17   |       |
| 14                                                                   | 20  | Kevin Magnussen  | Haas-Ferrari               | 11   | +32.986         | 18   |       |
| 15                                                                   | 24  | Zhou Guanyu      | Alfa Romeo-Ferrari         | 11   | +36.342         | 19   |       |
| 16                                                                   | 2   | Logan Sargeant   | Williams-Mercedes          | 11   | +37.571         | 13   |       |
| 17                                                                   | 27  | Nico Hülkenberg  | Haas-Ferrari               | 11   | +37.827         | 20   |       |
| 18                                                                   | 22  | Yuki Tsunoda     | AlphaTauri-Honda RBPT      | 11   | +39.267         | 16   |       |
| DNF                                                                  | 11  | Sergio Peréz     | Red Bull Racing-Honda RBPT | 8    | Kollisionsskada | 8    |       |
| DNF                                                                  | 14  | Fernando Alonso  | Aston Martin-Mercedes      | 2    | Olycka          | 15   |       |
| Snabbaste varv: Max Verstappen (Red Bull Racing) – 1:58.943 (varv 6) |     |                  |                            |      |                 |      |       |
| Källor:                                                              |     |                  |                            |      |                 |      |       |

## Loppet
| Pos.                                                             | Nr. | Förare           | Konstruktör                | Varv | Tid/Bröt        | Grid | Poäng |
| ---------------------------------------------------------------- | --- | ---------------- | -------------------------- | ---- | --------------- | ---- | ----- |
| 1                                                                | 1   | Max Verstappen   | Red Bull Racing-Honda RBPT | 44   | 1:22:30.450     | 6    | 25    |
| 2                                                                | 11  | Sergio Peréz     | Red Bull Racing-Honda RBPT | 44   | +22.305         | 2    | 18    |
| 3                                                                | 16  | Charles Leclerc  | Ferrari                    | 44   | +32.259         | 1    | 15    |
| 4                                                                | 44  | Lewis Hamilton   | Mercedes                   | 44   | +49.671         | 3    | 13    |
| 5                                                                | 14  | Fernando Alonso  | Aston Martin-Mercedes      | 44   | +56.184         | 9    | 10    |
| 6                                                                | 63  | George Russell   | Mercedes                   | 44   | +1:03.101       | 8    | 8     |
| 7                                                                | 4   | Lando Norris     | McLaren-Mercedes           | 44   | +1:13.719       | 7    | 6     |
| 8                                                                | 31  | Esteban Ocon     | Alpine-Renault             | 44   | +1:14.719       | 14   | 4     |
| 9                                                                | 18  | Lance Stroll     | Aston Martin-Mercedes      | 44   | +1:19.340       | 10   | 2     |
| 10                                                               | 22  | Yuki Tsunoda     | AlphaTauri-Honda RBPT      | 44   | +1:20.221       | 11   | 1     |
| 11                                                               | 10  | Pierre Gasly     | Alpine-Renault             | 44   | +1:23.084       | 12   |       |
| 12                                                               | 77  | Valtteri Bottas  | Alfa Romeo-Ferrari         | 44   | +1:25.191       | 13   |       |
| 13                                                               | 24  | Zhou Guanyu      | Alfa Romeo-Ferrari         | 44   | +1:35.441       | 17   |       |
| 14                                                               | 23  | Alexander Albon  | Williams-Mercedes          | 44   | +1:36.184       | 15   |       |
| 15                                                               | 20  | Kevin Magnussen  | Haas-Ferrari               | 44   | +1:41.754       | 16   |       |
| 16                                                               | 3   | Daniel Ricciardo | AlphaTauri-Honda RBPT      | 44   | +1:43.071       | 19   |       |
| 17                                                               | 2   | Logan Sargeant   | Williams-Mercedes          | 44   | +1:44.476       | 18   |       |
| 18                                                               | 27  | Nico Hülkenberg  | Haas-Ferrari               | 44   | +1:50.450       | PL   |       |
| DNF                                                              | 55  | Carlos Sainz Jr. | Ferrari                    | 23   | Kollisionsskada | 4    |       |
| DNF                                                              | 81  | Oscar Piastri    | McLaren-Mercedes           | 0    | Kollisionsskada | 15   |       |
| Snabbaste varvet: Lewis Hamilton (Mercedes) – 1:47.305 (varv 44) |     |                  |                            |      |                 |      |       |
| Källor:                                                          |     |                  |                            |      |                 |      |       |

## Ställning i mästerskapet efter loppet
| Pos.  | Förare          | Poäng |
| ----- | --------------- | ----- |
| 1 ▬   | Max Verstappen  | 314   |
| 2 ▬   | Sergio Pérez    | 189   |
| 3 ▬   | Fernando Alonso | 149   |
| 4 ▬   | Lewis Hamilton  | 148   |
| 5 ▲ 2 | Charles Leclerc | 99    |

| Pos. | Konstruktör           | Poäng |
| ---- | --------------------- | ----- |
| 1 ▬  | Red Bull              | 503   |
| 2 ▬  | Mercedes              | 247   |
| 3 ▬  | Aston Martin-Mercedes | 196   |
| 4 ▬  | Ferrari               | 191   |
| 5 ▬  | McLaren-Mercedes      | 103   |

- Notering: Endast de fem bästa placeringarna i vardera mästerskap finns med på listorna.